# 世界教育論壇
世界教育論壇（英語：World Education Forum）是一個高級機構，由世界各地參與教育和相關活動的主要組織的代表組成。參與該論壇的主要組織包括聯合國教科文組織，以及世界銀行和亞洲開發銀行。世界教育論壇還包括來自世界各地政府和教育部門的代表。
第一次會議於2000年4月26日至28日在塞內加爾達喀爾舉行，並通過《達喀爾行動框架》，其中包括六個區域行動框架。這次活動在梅里德里安總統酒店的國際會議中心舉行，有來自100多個國家的1,000多名國家領導人、聯合國機構負責人、教育政策制定者、非政府組織、商業領袖、捐助者和基層工作者參加。
論壇與會者表現出對在2015年之前實現全民教育目標和指標的集體承諾，並委託教科文組織全面負責協調這項工作，並讓國際參與者參與其中。

## 外部連結
- 官方網站 （页面存档备份，存于）